# Władysław Umiński

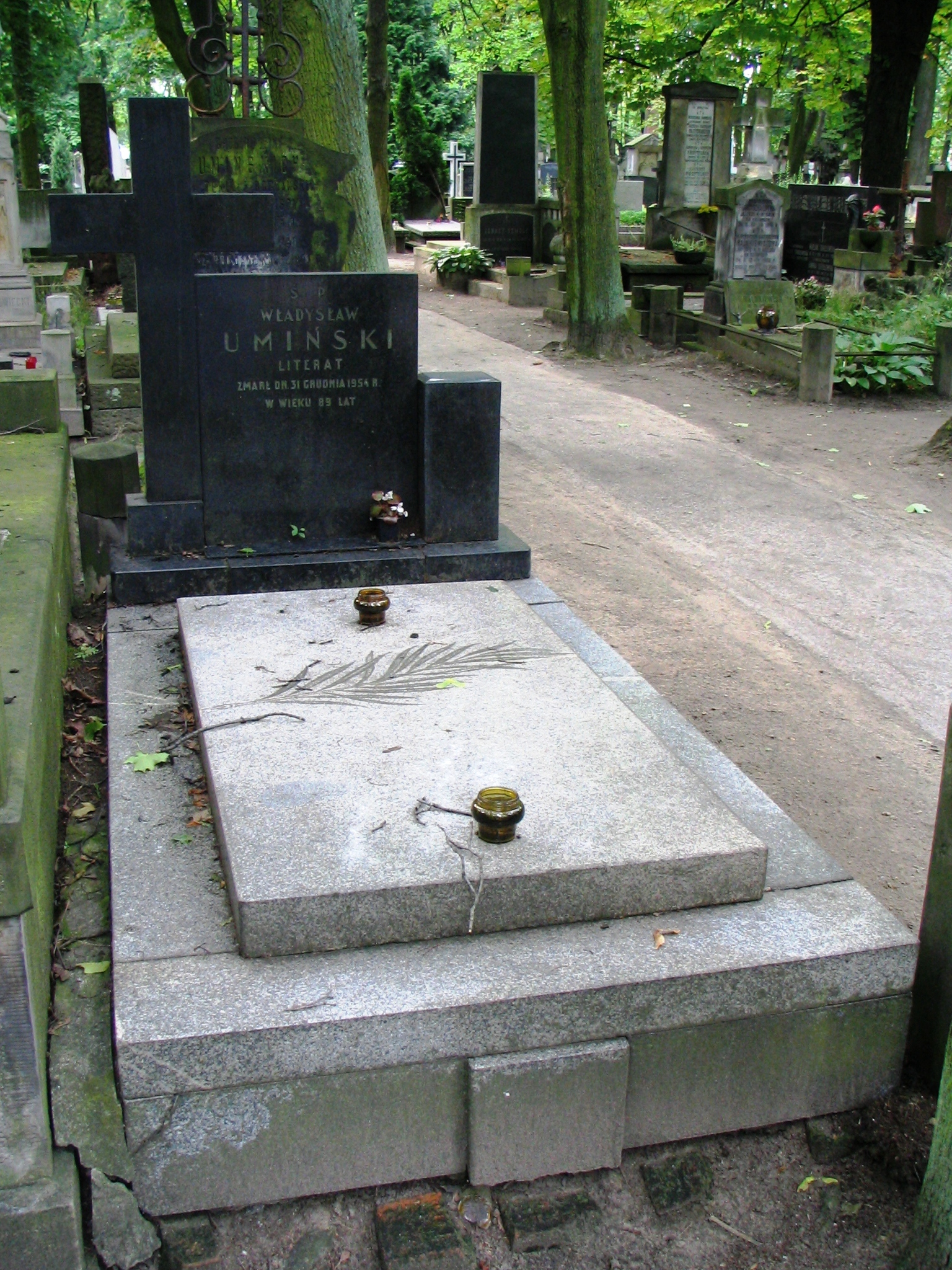
Grób Władysława Umińskiego

Władysław Jan Umiński (ur. 10 listopada 1865 w Przedczu, zm. 31 grudnia 1954 w Warszawie) – polski pisarz i eseista tworzący w nurcie powieści przygodowej oraz fantastyki naukowej, popularnie nazywany „polskim Juliuszem Verne’em”, przyrodnik. Jego twórczość zawierała często akcenty patriotyczno-wolnościowe.
Jest autorem polskiej nazwy „samolot”, której użył po raz pierwszy w powieści Samolotem naokoło świata z 1911.

## Życiorys
Urodził się 10 listopada 1865 w małym miasteczku Przedecz w ubogiej rodzinie inteligenckiej. Ojciec – Julian Umiński (1823–1875), pochodzący ze zubożałej rodziny szlacheckiej – był malarzem, matka – Tekla z Bogdańskich – pracowała jako nauczycielka.
Władysław uczył się w gimnazjum filologicznym i szkole realnej. Ukończył studia przyrodnicze na uniwersytecie w Petersburgu. Przeprowadzał doświadczenia w laboratorium Muzeum Przemysłu i Rolnictwa (gdzie zetknął się z Marią Skłodowską-Curie), budował w latach osiemdziesiątych XIX w. modele machin latających, aczkolwiek bez większych sukcesów, m.in. z powodu trudnej sytuacji finansowej.
Pisał oraz zajmował się m.in. katalogowaniem książek w bibliotece Politechniki Warszawskiej, prowadzeniem przedstawicielstwa studzien artezyjskich, pracą jako referent w Ministerstwie Spraw Wewnętrznych i Urzędzie Filmowym.
W 1889 roku założył w Warszawie Kółko Awiatyczne, do którego należał m.in. polski wynalazca oraz pionier lotnictwa w Polsce Czesław Tański. W powieści Samolotem naokoło świata (1911) wprowadził polską nazwę aeroplanu – samolot. Zajmował się popularyzacją nauki i techniki. Pierwszą jego książką popularnonaukową była Żegluga powietrzna (1894), a później opublikował ponad czterdzieści broszur i odczytów z dziedziny nauki, techniki i przemysłu. Współpracował z wieloma czasopismami – przed I wojną światową jego teksty ukazywały się w takich pismach, jak „Wieczory Rodzinne”, „Tygodnik Mód i Powieści”, „Kurier Codzienny”, „Kurier Warszawski”, „Prawda”, „Czytelnia dla Wszystkich”, „Miesiąc Ilustrowany”. W dwudziestoleciu międzywojennym jego aktywność na tym polu osłabła, tylko kilkakrotnie publikuje w „Płomyku”, „Naokoło Świata”, „Moim Pisemku”, „Iskrach”, „Locie”.
Był także autorem znanych adaptacji dzieł Gabriela Ferry’ego, A. Wildensteina, Władysława L. Anczyca, Friedricha Joachima Pajekena i innych. Był przyjacielem wiodącego wydawcy Michała Arcta.
Postanowieniem prezydenta Bolesława Bieruta z 17 marca 1952 został odznaczony Krzyżem Oficerskim Orderu Odrodzenia Polski z okazji 70-lecia twórczości literackiej.
W roku 1952 rozpoczął pracę nad nową, monumentalną powieścią Świat za lat tysiąc, której jednak nie zdążył ukończyć. Inne niedokończone powieści Umińskiego nosiły tytuły O własnych siłach i Zmora świata.
Zmarł 31 grudnia 1954 w Warszawie. Został pochowany na tamtejszym cmentarzu Powązkowskim (kwatera 73-1-1).

## Twórczość
Władysław Umiński pisał liczne odczyty popularnonaukowe, powieści przygodowe dla młodzieży, a także pionierskie polskie powieści fantastycznonaukowe. Nazwany "twórcą polskiej egzotyki podróżniczo-przygodowej".
Umiński jest uznawany zwykle za głównego, obok Antoniego Langego i Jerzego Żuławskiego, prekursora fantastyki naukowej na gruncie literatury polskiej. Do jego znaczących utworów w tym gatunku należą m.in. W nieznane światy (1895) i Zaziemskie światy (1956). To właśnie w powieściach zawierał on projekty swoich maszyn, na których realizację nie było go stać finansowo.
Umiński był autorem książek dla dzieci i młodzieży, publicystą i popularyzatorem nauki. Od dzieciństwa marzył o byciu konstruktorem maszyn. Ponieważ jednak z powodu trudnej sytuacji finansowej nie mógł zrealizować tego zamierzenia, opisywał swoje pomysły i projekty w kolejnych dziełach literackich. Z tego powodu element fantastyczny w jego książkach był oszczędny w stosunku do pomysłów Juliusza Verne’a czy Herberta George’a Wellsa, dostosowany do realnych możliwości technicznych. Proza Umińskiego miała zwykle wymowę dydaktyczną oraz budujące przesłanie. Debiutując w okresie Młodej Polski, był więc uważany za epigona poprzedniej epoki oraz właściwej jej tzw. pracy u podstaw.
Krystyna Kuliczkowska zauważyła, pisząc w latach 70. XX wieku, że wśród polskich literatów "starszego pokolenia" cenione były utwory krajoznawcze Umińskiego, takie jak Od Warszawy do Ojcowa, które zainspirowało jedną z powieści Jarosława Iwaszkiewicza; najchętniej czytane i popularne były jego "powieści egzotyczno-podróżnicze i fantastyczno-naukowe", napisane według schematu "powieści awanturniczej".
Pisarz, przez prawie cały okres twórczości zafascynowany pozytywistycznym ideałem postępu, pod koniec życia przyjął sceptyczną postawę wobec rozwoju techniki i nauki, któremu nie towarzyszy dbałość o dobry obyczaj oraz wartości duchowe. W ostatnich powieściach „niechętnie patrzy na rozwój cywilizacji materialnej, zwraca natomiast uwagę na wewnętrzny, duchowy rozwój człowieka znajdującego swój ideał w biernej kontemplacji”. Podejmował również tematykę narodowowyzwoleńczą, czemu dał wyraz zwłaszcza w powieściach Krwawy chleb (Znojny chleb) oraz Flibustierowie. Patriotyzm Umińskiego odznaczał się jednak w większości powieści autora, który bohaterami swoich opowieści czynił zazwyczaj dzielnych i pomysłowych Polaków.
Umiński był też autorem kilku przekładów, m.in. tłumaczył powieści – niekiedy ze streszczeniami i przeróbkami – takie jak Młody jeniec indyjski Friedricha J. Pajekena, Wśród lodów i nocy. Prawdziwe przygody w podróży do bieguna północnego Fridtjofa Nansena i Diabeł Morski Felixa von Lucknera.
Badania nad twórczością Umińskiego są utrudnione przez fakt, że badacze nie mają dostępu do archiwum autora, które, o ile się zachowało, jest prawdopodobnie w posiadaniu jego spadkobierców.

## Publikacje
Daty publikacji według pierwszego wydania książkowego; wiele ukazało się wcześniej w odcinkach w magazynach.
- Zwycięzcy oceanu (1891)
- Balonem do bieguna (1894)
- Podróż bez pieniędzy (1894)

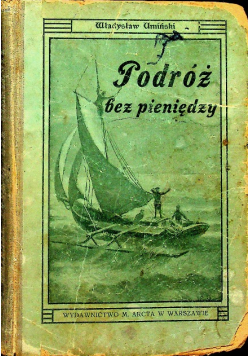
Podróż bez pieniędzy, wydanie z 1906

- W nieznane światy (1895, późniejsze wydania pt. Na drugą planetę)
- Wędrowna wyspa (1895)
- W kraju ludożerców (1896, opowiadania: W kraju ludożerców; Bumerang; Złośliwy słoń; Mój pierwszy jaguar; Polowanie na łosie; Między gorylami)
- W pustyniach Australii (1896)
- Na falach Atlantyku (1897)
- Od Warszawy do Ojcowa (1897)
- Pioruny i błyskawice, Pogadanki naukowe (Wyd. M. Arcta, Warszawa 1897, s. 108)
- Co człowiek wykształcony o elektryczności wiedzieć powinien (Wyd. M. Arcta, Warszawa 1899, s. 133)
- Podróż naokoło świata piechotą. T. 1: W podobłocznych krainach (1899, dalsze tomy nie ukazały się)
- Podróż naokoło Warszawy (1901)
- Tajemnicza bandera i flibustierowie (1901, późniejsze wydania pt. Flibustierowie)
- Biały mandaryn (1903)
- Człowiek leśny (1903)
- Na szczytach (1904, współwyd.: Z odmętów morskich; Szczęście)
- Co należy wiedzieć o elektryczności, Wykład popularny, wydanie II (Wyd. M. Arcta, Warszawa 1905, s. 216)
- Wygnańcy (1906)
- W czarnej otchłani (1908)
- Przygody małego Australczyka (1910, cz. 1 cyklu pt. Historia biednego chłopca w pięciu częściach świata)
- W puszczach Kanady (1910, cz. 2 cyklu pt. Historia biednego chłopca w pięciu częściach świata)
- W krainie wschodzącego słońca (1911, cz. 3 cyklu pt. Historia biednego chłopca w pięciu częściach świata)
- Samolotem naokoło świata (1911)
- O elektryczności – wykład popularny (1911, Wyd. A.A. Paryski, Toledo, Ohio (USA), s. 132)
- Krwawy chleb (1912, późniejsze wyd. pt. Znojny chleb)
- Synowie puszczy (1912)
- Krzyż i półksiężyc (1913)
- Po kraju (1913)
- Oświetlenie współczesne (Książki dla wszystkich Nr 27, Wyd. M. Arcta, Warszawa 1903, s. 68)
- Czarodziejski okręt (1916)
- Krwawa dola (1918)
- Przygody wojenne (1919)
- W głębinach oceanu (1920)
- Przygody łodzi podwodnej i inne opowiadania (1925, wznowienie opowiadań z tomu W kraju ludożerców z dodaniem opowiadania tytułowego)
- Pod flagą polską samochodem naokoło świata (1929)
- Zaziemskie światy (druk 1948, dystrybucja 1956)

## Upamiętnienie
- 31 stycznia 1979 w Warszawie jednej z ulic na terenie obecnej dzielnicy Praga-Południe (osiedle Gocław) zostało nadane imię Władysława Umińskiego[32].
- Na łódzkim osiedlu Dąbrowa znajduje się ulica Władysława Umińskiego[33].
- W Przedczu, miejscu narodzin pisarza znajduje się ulica Władysława Umińskiego.
- Szkoła Podstawowa w Przedczu, nosi imię Władysława Umińskiego.